# 守護天使 (小説)
『守護天使』は、上村佑による小説作品。第2回日本ラブストーリー大賞受賞作品。2009年に佐藤祐市監督により映画化された。

## 概要
うだつの上がらない妻子持ち50歳の男性が女子高生に抱いた純愛を描くラブストーリー。主人公のロマンチックで一途な想いと、それとは余りにもかけ離れた現実が感動と笑いを呼び、新感覚「キモメン文学」と評された。インターネット上で度々話題となるブログの炎上や匿名掲示板の祭も題材になっており、ネット社会への警鐘を鳴らす内容となっている。2007年3月に単行本として刊行（宝島社刊）。文庫本は2008年10月に刊行され、外伝作品が書き下ろされた。

## あらすじ
須賀啓一は鬼嫁に頭の上がらない甲斐性なしのダメサラリーマン。そんな彼が、電車の中でいつも見かける女子高生、宮野涼子に一目ぼれしてしまう。今時の女子高生とも思えないほど純粋無垢な涼子を世間の悪意から守るため、啓一は一方的に彼女を守るための存在「守護天使」になることを決意する。一方その頃、ネット上で「ある女子高校生の日記」と題されたブログが開設される。「誰か私を見つけて！私を殺して！」というセンセーショナルな内容は巨大掲示板で祭を引き起こし、やがてその悪意は涼子へと忍び寄っていく。

## 登場人物

### 本編の登場人物
須賀啓一
本作の主人公。ハゲ・デブ・貧乏で、高血圧と糖尿病、重度の痔に悩まされている50歳のサラリーマン。性格はずぼらで諦めが早く、口癖は「まあ、仕方ない」。仙台出身で親族の会社に勤めていたが、「デブだから。」という理由で3年前にリストラに遭い、職を求めて一家で東京に移住した。その際収入は以前の半分以下になってしまい家庭内での地位も急降下、妻には虐げられ娘と息子には無視され、飼い犬にすら格下と見られている。しかしいざという時の芯の強さは目を見張るものがある。
ある朝通勤の電車内で転倒したところを女子高生の宮野涼子に助けられ、電撃的に恋に落ちてしまう。それ以来自己変革し、彼女を守るために全てを投げ打って奔走する。
赤羽から電車で1時間かけて通勤し、横浜市の「さわやか若者支援塾」でカウンセラーの仕事をしている。手先が器用でクレーム処理が上手いという長所がある。
宮野涼子
本作のヒロイン。横浜の有名なお嬢様学校、F女学院に通う高校生。今時の高校生には珍しく携帯電話を持たず、化粧やアクセサリーとも無縁の飾り気のない美しさを持つ。啓一とは通学電車の車内で頻繁に顔を合わせており、特に強く意識していないが「電車で見かけるちょっと変わったおじさん」程度の認識はある。電車では老人に席を譲り、街頭では病気で苦しむ子供達のために募金活動に勤しむ心優しい少女。
先天性の病気で心臓に異常を持っており、ペースメーカーを装着している。そのことで家族に負担をかけたことに負い目があり、不安や責任を自分一人で抱え込もうとしてしまう。
佐々木大和
横浜市内の夜間高校に通う青年。通称ヤマト。中学生時代、いじめを引き金に人間不信に陥り3年間の引きこもり生活を経験している。その際カウンセラーとして訪れた啓一に救われ、今でも気のいいおじさんとして懐いている。無事に社会に復帰した今でも若干の対人恐怖症。
引きこもり時代はオンラインゲームに傾倒しており、ウェブ関係の広い知識がある。「ある女子高校生の日記」を発見してしまったことから、啓一の「守護天使」としての働きを手伝わされる羽目に陥る。
長身の美男子でかつて空手道場に通っていたことがあり、長い足から繰り出される回し蹴りが得意技。やや神経質な潔癖症だが、不思議と啓一のずぼらさには魅力を感じている。
村岡
啓一の30年来の悪友。啓一のことをしばしば振り回し、時には散々な目にも遭わせているが、その破天荒な生き方と行動力は見ている者を飽きさせない。過去に起こしたトラブルの中には犯罪レベルのものも多く含まれるが、運がいいのか立ち回りが上手いのか未だに逮捕歴はない。
啓一に泣きつかれ、渋々涼子を守る手助けをする。
勝子
啓一の妻にして須賀家の支配者。優秀な美容師で、収入は啓一の倍以上。元プロボクサーの父を持ち、夫以上の身長と腕力を持つ。夫のしつけには暴力も辞さない鬼嫁。怒りが高まると東北訛りの罵詈雑言が飛び出す。
舞
須賀家の長女で美大生。昔は啓一に懐いていたが、今ではろくに口も利かない。
啓太
須賀家の長男で中学生。反抗期真っ盛りで、情けない父親のことを心の底から軽蔑している。以前拾ってきた雑種犬をゴロと名付け可愛がっている。
渡辺麻美
ヤマトの同級生でギャル系の女子高生。ヤマトに好意を抱いており、内向的な彼に積極的にアプローチしてくる。派手な格好で悪い連中とも付き合いがあるが、以前は涼子と同じF女の中等部に通っていた。お嬢様学校の中では浮いた存在だったが、そんな自分とも分け隔てなく接してくれた涼子が唯一の友達だった。
ブッチャー
東北の山村に住む青年。本名は鹿野雄大。趣味はインターネットで女子高生に憧れを持っており、たまたま覗いた「ある女子高校生の日記」に興味を持ち、巨大掲示板「○ちゃんねる」に最初のスレッドを立てる。普段はミンク工場で屠殺する仕事に就いていることから「ブッチャー（屠殺者）」というハンドルネームを常用している。
ハーベスト
細面の美青年。ブッチャーの立てたスレッドを経由して「ある女子高校生の日記」の存在を知る。柔らかな物腰とは裏腹に、生物の命を奪うことに高揚感を覚える異常な性癖を持つ。その対象は昆虫、ハムスター、野良猫とエスカレートしており、ついに1年前、子供2人を手にかける。次の目標として大人を殺すことを目論んでいる。
プロデューサー
「ある女子高校生の日記」の作成者を特定し、ブッチャーとハーベストに誘拐計画を指示する人物。計画の首謀者だが仲間の2人にも顔を見せず、「プロデュース」に徹している。

### 外伝の登場人物
東堂
横浜の最強愚連隊「外道会」の会長。アイドルとみまがうばかりの美貌を持つホストだが、その本性は女を食い物にして金を巻き上げる外道。元締めであるヤクザに納める上納金の調達に追われており、そのためならどんな汚い手段も厭わない。かつて麻美と付き合っていたが悪行が祟って少年院に入れられており、警察に密告した麻美を憎んでいる。
テツ
横浜外道会のメンバー。金髪の坊主頭と乱杭歯が特徴的。夜の街にたむろし、通行人に因縁をつけるなど暴力行為に及んでいる。リーダーである藤堂のことは良く思っておらず、逆に自分を空手で圧倒したヤマトに肩入れするようになる。

## 映画
佐藤祐市監督により2009年に映画化。

### キャスト
- 須賀啓一：カンニング竹山
- 村岡昌志：佐々木蔵之介
- 佐々木大和：與真司郎（AAA）
- 宮野涼子：忽那汐里
- 須賀勝子：寺島しのぶ
- 渡辺麻美：波瑠
- ハーベスト：柄本佑
- ブッチャー：日村勇紀（バナナマン）
- 牧瀬和彦：池内博之
- 豊川：大杉漣
- 麻雀荘「ろん」店長：吉田鋼太郎
- アケミママ：キムラ緑子
- 「東京こども医療センター」医師（金村秀之）：升毅
- 事務員：椿鮒子
- 配達員：渡辺敬介（ぼれろ）
- カメラマン：林和義
- 「ますらお」編集長：佐野史郎

### スタッフ
- 監督：佐藤祐市
- 脚本：橋本裕志
- プロデューサー：柳崎芳夫、井口喜一
- 共同プロデューサー：伊藤和宏
- 音楽：佐藤直紀
- 撮影：川村明弘
- 照明：阿部慶治
- 美術：荒川淳彦
- 録音：金杉貴史
- 映像：高梨剣
- 編集：田口拓也
- 制作プロダクション：共同テレビジョン
- 配給：エイベックス・エンタテインメント
- 製作：「守護天使」製作委員会（エイベックス・エンタテインメント、メモリーテック、共同テレビジョン、BSフジ、クオラス、サンミュージックプロダクション、宝島ワンダーネット）